# لاري تورنر (لاعب كرة قدم أمريكية)
لاري تورنر (بالإنجليزية: Larry Turner)‏ هو لاعب كرة قدم أمريكية أمريكي، ولد في 8 مارس 1982 في دايتون في الولايات المتحدة.

## وصلات خارجية
- لاري تورنر على موقع مرجع كرة القدم المحترفة.كوم (الإنجليزية)